# Wszelkie prawa zastrzeżone
Wszelkie prawa zastrzeżone, wszystkie prawa zastrzeżone – klauzula oznaczająca, że prawa autorskie należą do podmiotu o tym informującego. Zabrania ona zmieniania, kopiowania i w jakikolwiek sposób wykorzystywania utworu bez zgody autora (zwykle pisemnej). Po raz pierwszy użyto jej w konwencji z Buenos Aires w 1910.

## Znaczenie prawne
Nota ta tak naprawdę obecnie nie ma żadnego znaczenia prawnego – jedynie moralne i wychowawcze. Wszystkie państwa, które przyjęły konwencję z Buenos Aires, przyjęły również konwencję berneńską, według której prawa do utworu należą się twórcy niezależnie od not w nim umieszczonych.
Dodanie informacji o prawach autorskich do utworu może mieć znaczenie w kontekście potencjalnych sporów prawnych. Przykładowo, umieszczenie noty copyrightowej, takiej jak „© Jan Nowak 2022”, może ułatwić proces dochodzenia roszczeń w przypadku naruszenia praw autorskich. Tego rodzaju oznaczenie stanowi wyraźne wskazanie właściciela praw autorskich i może ograniczyć możliwość powoływania się przez naruszyciela na brak wiedzy o tym, kto jest uprawniony do udzielenia zgody na wykorzystanie utworu.
Na podstawie sformułowania All rights reserved powstał jego anagram: All rights reversed. W założeniu umieszczenie go w utworze, ma oznaczać zrzeczenie się przez twórcę wszelkich praw do danego utworu. Nota ta również nie ma żadnego znaczenia prawnego.